# Adolf Scherl
Adolf Scherl (18. srpna 1925, Praha – 3. dubna 2017, Praha) byl český teatrolog, divadelní historik a kritik a muzikolog.
Jeho badatelský zájem se zaměřil především na dvě oblasti: starší divadlo od doby baroka po ranou etapu národního obrození a na meziválečnou avantgardu.
Svojí divadelně-historickou prací se podílel autorsky a redakčně na velkých historických a lexikografických projektech.

## Životopis

### Rodina, studium
Narodil se v Praze v rodině JUDr. Adolfa Scherla, úředníka České průmyslové banky. Matka byla vnučkou Ferdinanda Náprstka, rodina měla divadelní tradice. Zájmem Adolfa Scherla byla v mládí zvláště hudba, studoval hru na klavír a kytaru. Maturoval v roce 1944 na reálném gymnáziu (jeho spolužákem byl budoucí režisér Jan Grossman) a krátce působil jako technický úředník.
Od roku 1945 začal studovat muzikologii u prof. Josefa Huttera na pražské Filozofické fakultě Univerzity Karlovy a později přestoupil na studium estetiky u prof. Josefa Mukařovského. Účastnil se divadelního semináře (jeho spolužákem byl např. Otomar Krejča). Na škole se také seznámil s Jindřichem Honzlem, který tam přednášel. Ten pozval Adolfa Scherla ke spolupráci na časopisu Otázky divadla a filmu, kde pak Scherl poprvé publikoval.
V roce 1946 vstoupil do KSČ. V roce 1948 se stal asistentem v semináři estetiky na fakultě, na podzim roku 1949 se stal tajemníkem děkana, avšak v roce 1951 musel z fakulty i z KSČ odejít pro „byrokratismus a pravicovou úchylku“.
Rigorózní zkoušky na fakultě složil dodatečně až během vojenské základní služby. (1952 titul PhDr., disertační práce J. K. Tyl – dramatik; v roce 1966 pak získal ještě titul CSc. na základě spisu E. F. Burian – divadelník).

### Odborná činnost
V roce 1953 se vrátil do Prahy a působil ve svobodném povolání a věnoval se divadelní kritice. V roce 1957 jej vyzval prof. František Černý ke spolupráci v nově založeném Kabinetu pro studium českého divadla (KČD) v Ústavu pro českou literaturu ČSAV (od roku 1993 se stal KČD součástí Divadelního ústavu). Ve skupině prvních spolupracovníků prof. Černého byli dále Milan Obst, Vladimír Procházka, Bořivoj Srba, Evžen Turnovský, Drahomíra Čeporanová, Lya Říhová a Ljuba Klosová. Zde působil Adolf Scherl jako odborný pracovník a později jako vědecký pracovník až do roku 1991, kdy odešel do důchodu, ale i později s Kabinetem spolupracoval (zvláště na projektu Česká divadelní encyklopedie).
Od počátku se podílel na zpracování čtyřdílného svazku Dějin českého divadla (redigoval první a čtvrtý díl) a přispěl do svazku kapitolami o hudbě, zpěvohře a baletu 17. a 18. století a o meziválečné a protektorátní činohře.
Přispíval také do českých a zahraničních divadelních sborníků, psal studie a odborné články, překládal cizojazyčné studie, psal hesla do slovníků a lexikonů. Psal divadelní kritiky a recenze odborných publikací z oboru divadla. Publikoval v odborném a denním tisku, zvláště hudební a divadelní referáty (Mladá fronta, Rudé právo, Tvorba, Otázky divadla a hudby, Divadlo, Host do domu, Česká literatura, aj.). Po roce 1989 publikoval zvláště v Divadelní revue. Účastnil se aktivně odborných teatrologických konferencí.
Pedagogicky působil jako asistent na Filozofické fakultě UK a krátce i na DAMU.
K jeho 80. narozeninám vydal v roce 2005 Divadelní ústav jubilejní sborník: Miscellanea theatralia. Sborník Adolfu Scherlovi k osmdesátinám (uspořádala Eva Šormová a Michaela Kuklová), obsahující 42 příspěvků českých i zahraničních teatrologů a literárních vědců.

### Manželka
Jeho manželkou byla Věnceslava Dolanská (* 1927), divadelní kritička, publicistka a teatroložka, redaktorka Českého rozhlasu a časopisu Ochotnické divadlo. Publikuje pod jménem Slávka Dolanská. Mají spolu jednu dceru.

## Ocenění
- 2014 Cena Ministerstva kultury za přínos v oblasti divadla